# Die Kluge
Die Kluge ist eine Oper in einem Akt von Carl Orff, die das Märchen der Brüder Grimm „Die kluge Bauerntochter“ (KHM 94) zur Vorlage hat. Das Werk trägt den Untertitel „Die Geschichte vom König und der klugen Frau“. Die Uraufführung fand am 20. Februar 1943 in Frankfurt am Main statt.

## Orchester
3 große (auch kleine) Flöten, 3 Oboen (auch Englischhorn), 3 Klarinetten (auch Bassklarinette), 2 Fagotte, 1 Kontrafagott, 4 Hörner, 3 Trompeten, 3 Posaunen, 1 Tuba, Pauken, Schlagwerk für 4 Spieler (große Trommel, 2 kleine Trommeln, Rührtrommel, Tamburin, Triangel, Steinspiel, Sandrasseln, verschiedene Becken, Tamtam, Ratsche, Schelle, Kastagnette, Röhrenglocken, Xylophon, Glockenspiel), Harfe, Celesta, Klavier, Streicher. Bühnenmusik: Verschiedene Trommeln, 1 kleines, hell klingendes Trömmelchen, kleine Glöckchen, 3 Trompeten, Orgel.

## Handlung
Eines Tages bringt ein Bauer einen goldenen Mörser ohne Stößel mit nach Hause, den er auf dem Feld des Königs gefunden hat. Er will ihn in Erwartung einer Belohnung dem König bringen. Doch seine Tochter warnt ihn, der König würde sicher auch nach dem Stößel verlangen und den Finder der Unterschlagung bezichtigen. Die Voraussage bewahrheitet sich, der Bauer wird in den Kerker geworfen, und in seiner Verzweiflung ruft er immer wieder aus (damit setzt die Oper ein): Oh hätt’ ich meiner Tochter nur geglaubt! Dies kommt dem Herrscher zu Ohren, und er verlangt nach der Tochter. Als sie drei von ihm gestellte Rätsel mit Leichtigkeit löst, lässt er den Bauern frei und macht die Tochter, „die Kluge“, zu seiner Frau. Doch dies geht nur so lange gut, bis sie einem Eselbesitzer, der vom König ungerecht behandelt wurde, zu helfen versucht und dafür des Schlosses verwiesen wird. Sie darf in einer Truhe mitnehmen, woran ihr Herz am meisten hängt, und wählt den König, nachdem sie ihm einen Schlaftrunk verabreicht hat (Schuh-schuhu, es fallen dem König die Augen zu). So gelingt es ihr, sich zu retten und den Herrscher gänzlich zu bezwingen.

## Rezeption
Orff erhielt 1949 für Die Kluge den neu geschaffenen Nationalpreis der DDR III. Klasse für Kunst und Literatur. Orff gab den Preis später zurück.

## Einspielungen (Auswahl)

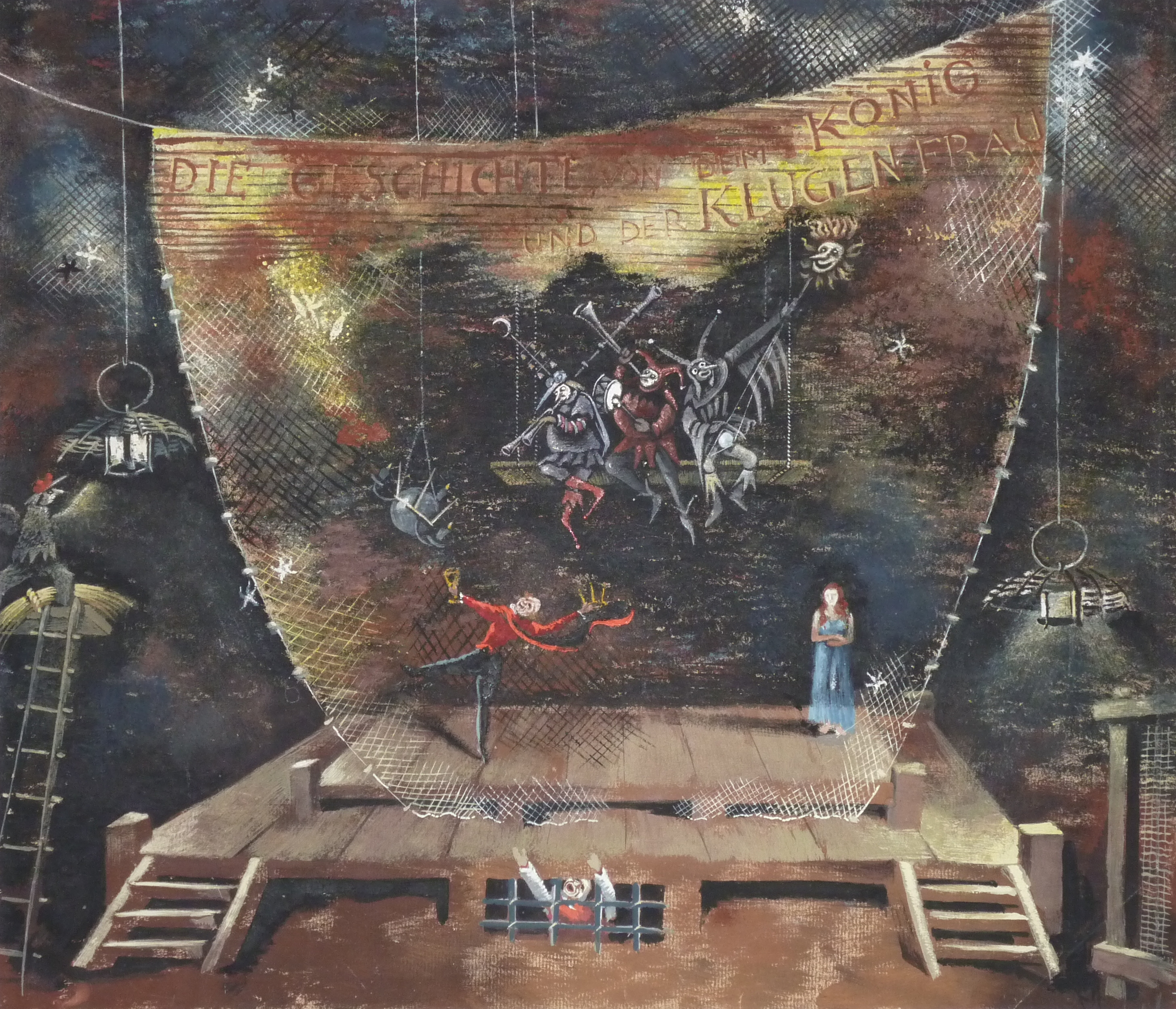
Bühnenbildentwurf von Helmut Jürgens für Die Kluge von C. Orff, Münchner Erstaufführung 1948 im Prinzregententheater

- Elisabeth Schwarzkopf – Marcel Cordes – Gottlob Frick – Philharmonia Orchestra – Wolfgang Sawallisch. Prolog und Epilog gesprochen von Carl Orff. EMI 1956
- Lucia Popp – Thomas Stewart – Gottlob Frick – Münchner Rundfunkorchester – Kurt Eichhorn. Regie: Carl Orff. Ariola-Eurodisc 1970
- Karl Heinz Stryczek – Reiner Süß – Magdalena Falewicz – Horand Friedrich – Rundfunk-Sinfonie-Orchester Leipzig – Herbert Kegel. ETERNA 1982
- 1974 produzierte das Münchner Marionettentheater diese Oper als Puppenspiel. Bei der im ZDF gezeigten Aufzeichnung wurde dazu die musikalische Einspielung mit den Münchner Rundfunkorchester benutzt, bei aktuellen Vorführungen in ihrem Theater nutzen sie die Einspielung mit dem Philharmonia Orchestra.[2]